# 1024

## Evenimente
- Biserica Catolică s-a detașat de Biserica Ortodoxă.

## Nașteri
- dată necunoscută: Matilda de Frisia  (d. 1044)

## Decese
- 15 aprilie: Papa Benedict al VIII-lea  (n. 980)
- 13 iulie: Henric al II-lea al Sfântului Imperiu Roman  (n. 973)
- dată necunoscută: Albert de Metz  (n. ?)